# Cinnamomum pallidum
Cinnamomum pallidum är en lagerväxtart som beskrevs av John Wynn Gillespie. Cinnamomum pallidum ingår i släktet Cinnamomum och familjen lagerväxter. Inga underarter finns listade i Catalogue of Life.